# Jenna Ellis
Jenna Lynn Ellis (1º novembre 1984) è un avvocato statunitense, politicamente conservatore e nota per il suo lavoro come membro del team legale di Donald Trump.
Ex vice procuratore distrettuale nella contea di Weld, in Colorado, ed ex assistant professor di studi legali presso la Colorado Christian University, ha esercitato in qualità di avvocato privato.  Nel 2015 ha autopubblicato The Legal Basis for a Moral Constitution, un libro in cui sostiene che la Costituzione degli Stati Uniti può essere interpretata solo in conformità con la Bibbia. Dal 2018, Ellis si è presentata come un "avvocato di diritto costituzionale" durante le apparizioni nei notiziari via cavo, anche se il New York Times ha riferito che il suo background non rifletteva tale esperienza e il Wall Street Journal ha scritto che non aveva precedenti in nessun caso federale.
Ellis è stata critica di Donald Trump e dei suoi sostenitori nel 2015 e all'inizio del 2016 fino a quando non è diventato il candidato repubblicano alla presidenza del 2016; a quel punto Ellis ha iniziato a esprimere sostegno, anche nelle apparizioni sui media. Ellis è stata assunta da Trump nel novembre 2019 come consulente legale senior.  Da novembre 2020 a gennaio 2021, Ellis è stata membro di quella che ha definito una "squadra d'élite della forza d'attacco" che ha compiuto sforzi per ribaltare la vittoria di Joe Biden nelle elezioni presidenziali del 2020.  Ha fatto affermazioni (risultate infondate) secondo cui Trump era il vero vincitore delle elezioni e ha redatto due promemoria sostenendo che il vicepresidente Mike Pence avrebbe potuto cambiare i risultati.
Nel marzo 2023, Ellis è stata pubblicamente censurata dal giudice disciplinare capo della Corte Suprema del Colorado per aver reso incautamente 10 false dichiarazioni pubbliche, che ha ammesso, sulle elezioni presidenziali del 2020, comprese le affermazioni secondo cui Trump aveva vinto le elezioni e che le elezioni gli erano state rubate. 
Nell'agosto 2023, lei e altre 18 persone sono state incriminate da un gran giurì della contea di Fulton nel procedimento giudiziario per racket elettorale della Georgia per presunta partecipazione a un'impresa criminale a sostegno degli sforzi di Trump per ribaltare i risultati delle elezioni presidenziali. Nell'ottobre 2023, Ellis si è dichiarata colpevole dei reati di favoreggiamento e favoreggiamento di false dichiarazioni scritte.

## Biografia
Ellis ha studiato a casa dai suoi genitori. Nella sua educazione ebbe molta importanza l'educazione civica. Lei, così come uno dei suoi fratelli, ha lavorato a una campagna per il Senato degli Stati Uniti mentre era al liceo. Ha anche svolto uno stage presso il Vice governatore del Colorado all'età di 14 anni e presso l'ufficio del procuratore distrettuale della contea di Boulder alcuni anni dopo.
Nel 2003, Ellis si iscrisse alla Cedarville University. Mentre era lì, ha ricevuto un "significativo premio finanziario" da una causa civile relativa al fatto di essere stata vittima di un crimine violento all'età di 16 anni. Ha utilizzato i fondi per istituire una borsa di studio a beneficio dei futuri studenti di Cedarville. "Volevo che i soldi significassero qualcosa di più", ha detto Ellis. "Istituire una borsa di studio è stato per me un modo per dare ascolto alla chiamata di amministrare agli altri e, in definitiva, a promuovere il Vangelo di Cristo attraverso i ministeri degli altri". Il "premio Jenna Lynn Ellis" viene assegnato ogni anno a studenti junior o senior con un GPA minimo di 3,3 e che desiderano intraprendere una carriera legale, con particolare attenzione al procedimento penale e alla difesa delle vittime.
Nel 2004, Ellis si è trasferita alla Colorado State University per studiare giornalismo. Nel 2011, ha conseguito un dottorato in giurisprudenza presso la School of Law dell'Università di Richmond.

## Carriera
Dal 2012 al 2013, Ellis è stata viceprocuratore distrettuale nella contea di Weld, in Colorado. In qualità di pubblico ministero, ha lavorato su questioni di reati stradali e altri reati di basso livello, tra cui aggressione e furto, nei tribunali statali.
Ellis è stata licenziata dalla carica di viceprocuratore distrettuale dopo circa sei mesi, cosa che lei ha attribuito alla sua insistenza nel non voler perseguire un caso che riteneva non etico. Interrogato dal Wall Street Journal, l'ufficio del procuratore distrettuale della contea di Weld ha rifiutato di commentare la questione. Il Colorado Sun ha pubblicato documenti governativi nel dicembre 2020 indicando che Ellis era stata licenziato per "errori", inclusa la mancata "adesione" al Victim Rights Act del Colorado. Poiché gli errori sono stati attribuiti a "carenze nella sua istruzione ed esperienza", Ellis ha mantenuto l'indennità di disoccupazione. Il rapporto affermava: "Il numero di casi in cui (Ellis) ha commesso un atto irreparabile ed eclatante non era significativo rispetto al numero totale di casi da lei trattati. ... (Ellis) non stava adempiendo ai compiti meglio delle sue capacità". Durante la campagna Trump del 2020 è stato risposto al Colorado Sun per conto di Ellis, affermando che si trattava di una "non storia".
Dopo aver lasciato l'ufficio del procuratore distrettuale, Ellis ha iniziato a esercitare la professione privata presso studi legali con sede nel Colorado settentrionale.  Ha difeso clienti nei tribunali statali in questioni relative ad aggressione, abuso domestico, prostituzione e furto.  Secondo Ellis, ha lavorato anche in casi riguardanti l'immigrazione e la locazione. I registri hanno mostrato che Ellis ha preso parte a circa 30 casi di tribunali statali iniziati dal 2012 o 2016, incluso un caso di corte d'appello statale; questo è stato descritto come un "record scarno" da un altro avvocato del Colorado intervistato dal Wall Street Journal. Ellis non ha preso parte a casi di legge elettorale o a casi federali prima del dicembre 2020.
Nel 2013, Ellis ha lavorato per IE Discover in una causa riguardante una controversia contrattuale. IE Discovery è una società che assiste il Dipartimento di Stato americano in questioni di legal discovery. Ellis in seguito affermò di essere statoa un "avvocato del Dipartimento di Stato americano"; non era comunque impiegata presso il Dipartimento di Stato.

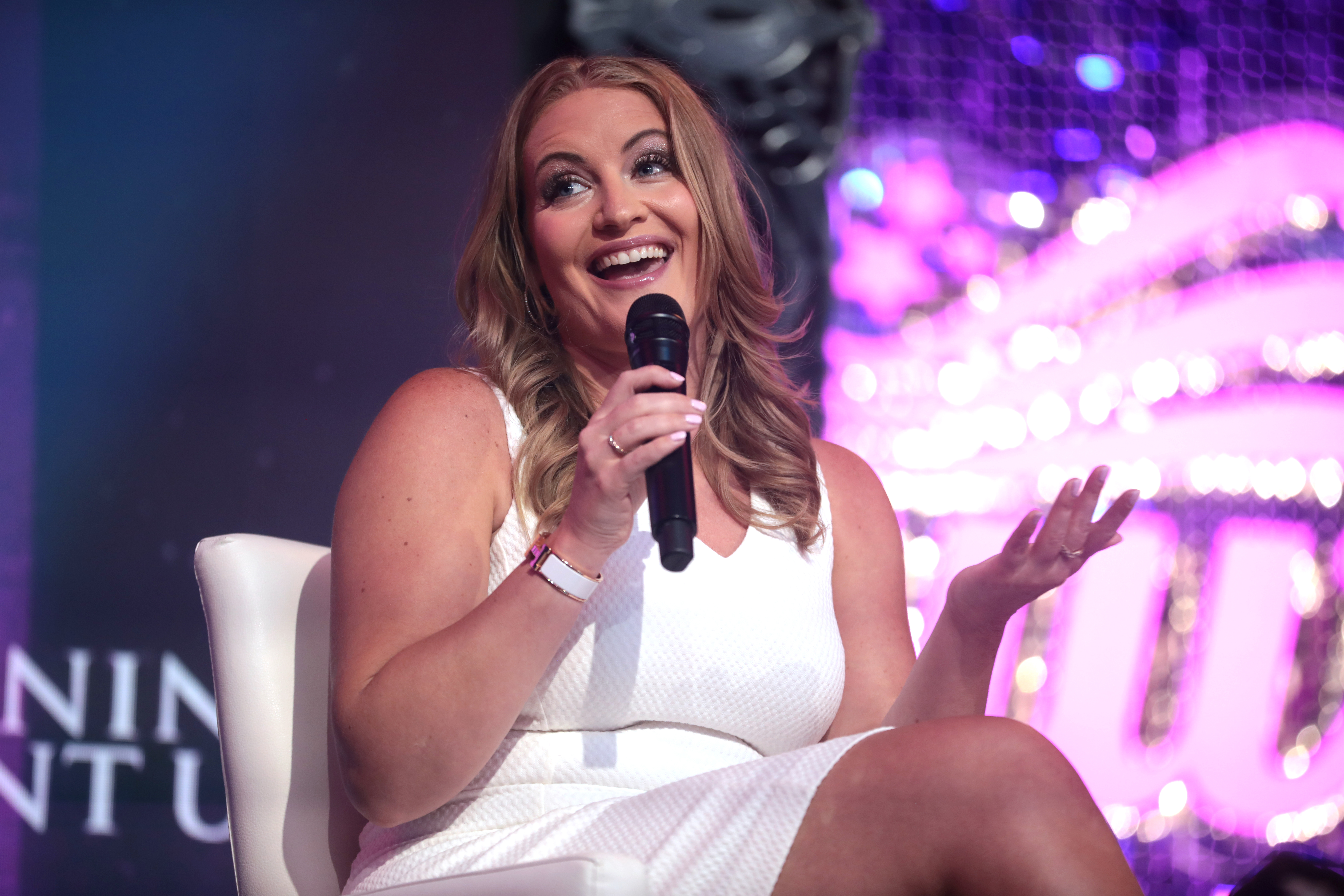
Jenna Ellis

Nel 2015, Ellis è diventata membro della facoltà affiliata della Colorado Christian University e successivamente assistant professor di studi giuridici, fino alla sua partenza nel 2018. Ellis ha insegnato scienze politiche e pre-diritto agli studenti universitari.
Nel 2017, Ellis è diventata una scrittrice per il Washington Examiner, dove ha affermato (falsamente) di avere alle spalle una storia di "professore di diritto costituzionale". La Colorado Christian University non ha una facoltà di giurisprudenza.
Ellis ha autopubblicato nel 2015 un libro, The Legal Basis for a Moral Constitution: A Guide for Christians to Understand America's Constitutional Crisis.  Ha sostenuto che la Costituzione degli Stati Uniti deve essere interpretata solo secondo la Bibbia.  La sua opinione sulla legalizzazione del matrimonio tra persone dello stesso sesso da parte della Corte Suprema degli Stati Uniti, nel caso Obergefell v. Hodges, era che ciò avrebbe portato all'accettazione della poligamia e della pedofilia. Nel 2016, Ellis ha descritto gli omosessuali come "peccatori" la cui "condotta è vile e abominevole".  Robert Cochran Jr., un esperto di diritto cristiano, ha descritto le opinioni di Ellis come "più a destra" rispetto alla maggior parte degli studiosi legali cristiani conservatori.
Tra la fine del 2015 e l'inizio del 2016, Ellis ha criticato gli sforzi di Donald Trump per diventare il candidato presidenziale per il Partito Repubblicano.  Nel febbraio 2016, Ellis ha affermato che Trump non era un vero cristiano perché non cercava perdono o pentimento. Ha criticato gli attacchi di Trump ai media e il suo desiderio di inasprire le leggi sulla diffamazione; condividendo un articolo del Washington Post che lo accusava di cercare di distruggere la democrazia americana, ha affermato che Trump era incapace di gestire le critiche e che questo fatto lo rendeva "follemente pericoloso per il valore americano fondamentale [...] della libertà di parola". In una successiva intervista radiofonica, ha affermato che le opinioni di Trump sulle leggi sulla diffamazione costituivano "una delle più grandi minacce alla nostra libertà" e ha proposto che il Partito Repubblicano istituisse una convention mediata per impedirgli di diventare il candidato presidenziale del partito.
Ellis ha criticato le argomentazioni dei sostenitori di Trump a sostegno di lui (definendo le loro argomentazioni "ridicolmente illogiche, incoerenti e palesemente stupide") e che non si preoccupavano "dei fatti o della logica" né stavano "cercando la verità"; poi li ha definiti "narcisisti". Nel condividere un appunto su come ai sostenitori di Hillary Clinton non importava che lei fosse "una stronza criminale, immorale, corrotta, bugiarda", Ellis ha affermato che questo era vero anche per il rapporto tra Trump e i suoi sostenitori.

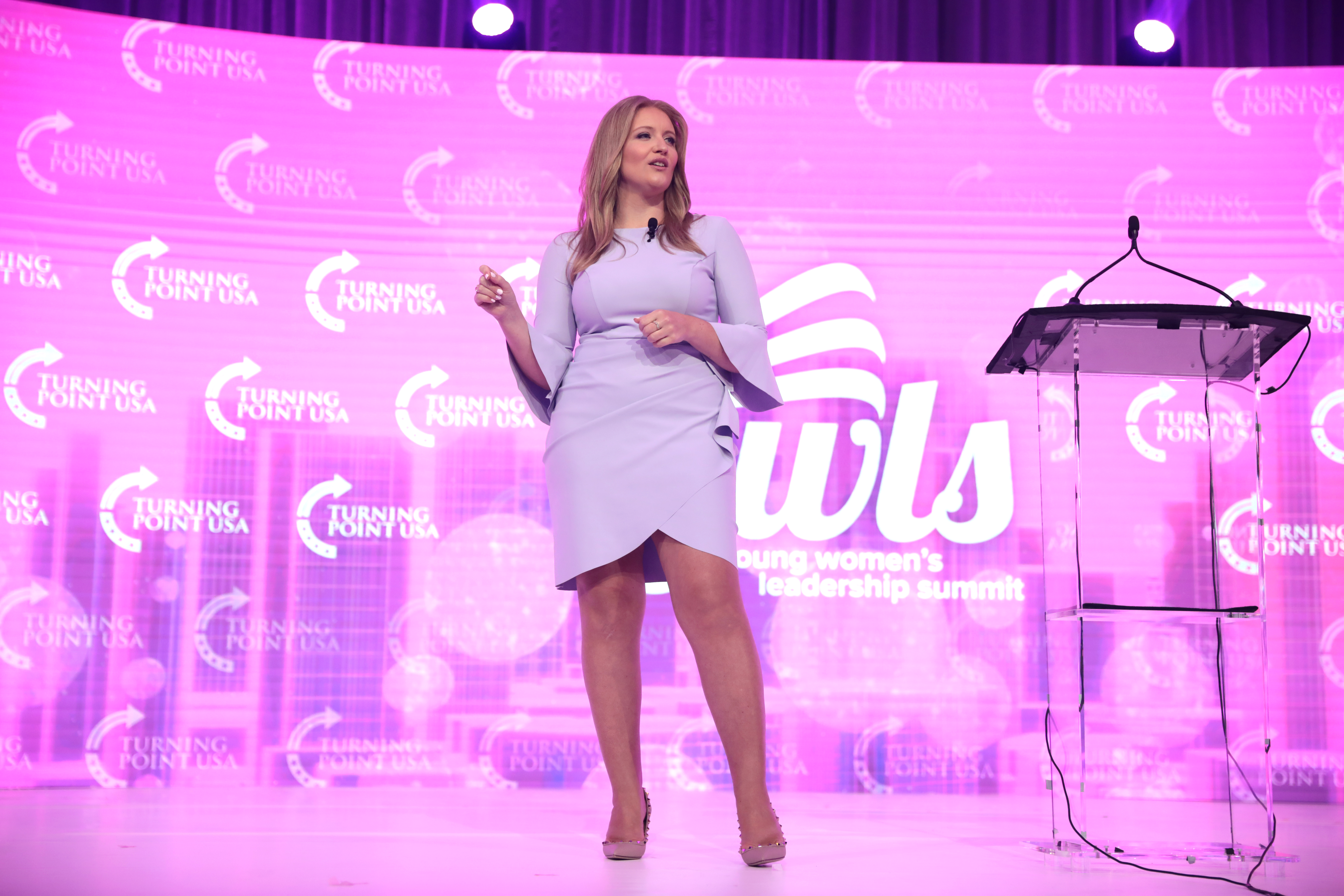
Jenna Ellis ad una manifestazione

Dopo che Trump è diventato il candidato repubblicano alla presidenza, Ellis ha abbandonato la sua precedente opposizione nei suoi confronti e in seguito gli espresse sostegno nelle elezioni presidenziali del 2016. Nel novembre 2020, di fronte alla sua precedente opposizione a Trump e al suo successivo cambio di opinione, Ellis, che all'epoca era diventata uconsulente legale senior per i tentativi di Trump di contestare il risultato delle elezioni presidenziali del 2020, dichiarò che le sue precedenti critiche a Trump non erano un segreto, che le sue precedenti dichiarazioni dimostravano che lei pensava con la propria testa, che era schietta riguardo alle sue opinioni. In seguito disse di essersi "completamente sbagliata riguardo al Trump di allora", qualcosa che è stata "contenta di aver imparato", poiché non lo conosceva personalmente in quel momento, e di aver cambiato la sua opinione su di lui "sulla base di fatti e conoscenze personali”. Ellis dichiarò che ora vedeva Trump come "un cristiano sincero, il miglior presidente della storia moderna", che ha "mantenuto le sue promesse al popolo americano", e si è descritta come "orgogliosa di stare con lui e i suoi obiettivi per il futuro [degli Stati Uniti] e di tutti i suoi cittadini".
Il New York Times ha riportato che Ellis era apparsa nei programmi radiofonici di Denver come commentatrice legale. Nel 2018, Ellis ha lasciato la Colorado Christian University per lavorare per il James Dobson Family Institute, come direttore della sua divisione di politiche pubbliche, il Dobson Policy Center. Alla fine del 2018, Ellis difendeva Trump nelle apparizioni nei notiziari via cavo, oltre a presunti pregiudizi nell'FBI, presentandosi come un "avvocato di diritto costituzionale". Nel 2019, Ellis era apparsa spesso come ospite su Fox News.
Nel 2020, Ellis è diventata il consulente speciale della Thomas More Society, un gruppo conservatore che ha intentato cause legali relative alle elezioni del 2020 tramite l'organizzazione Amistad Project. Il Progetto Amistad ha citato Ellis come uno dei membri del loro "Comitato consultivo e di leadership". Ellis ha in seguito affermato che Amistad l'aveva citata come membro del consiglio senza la sua approvazione.

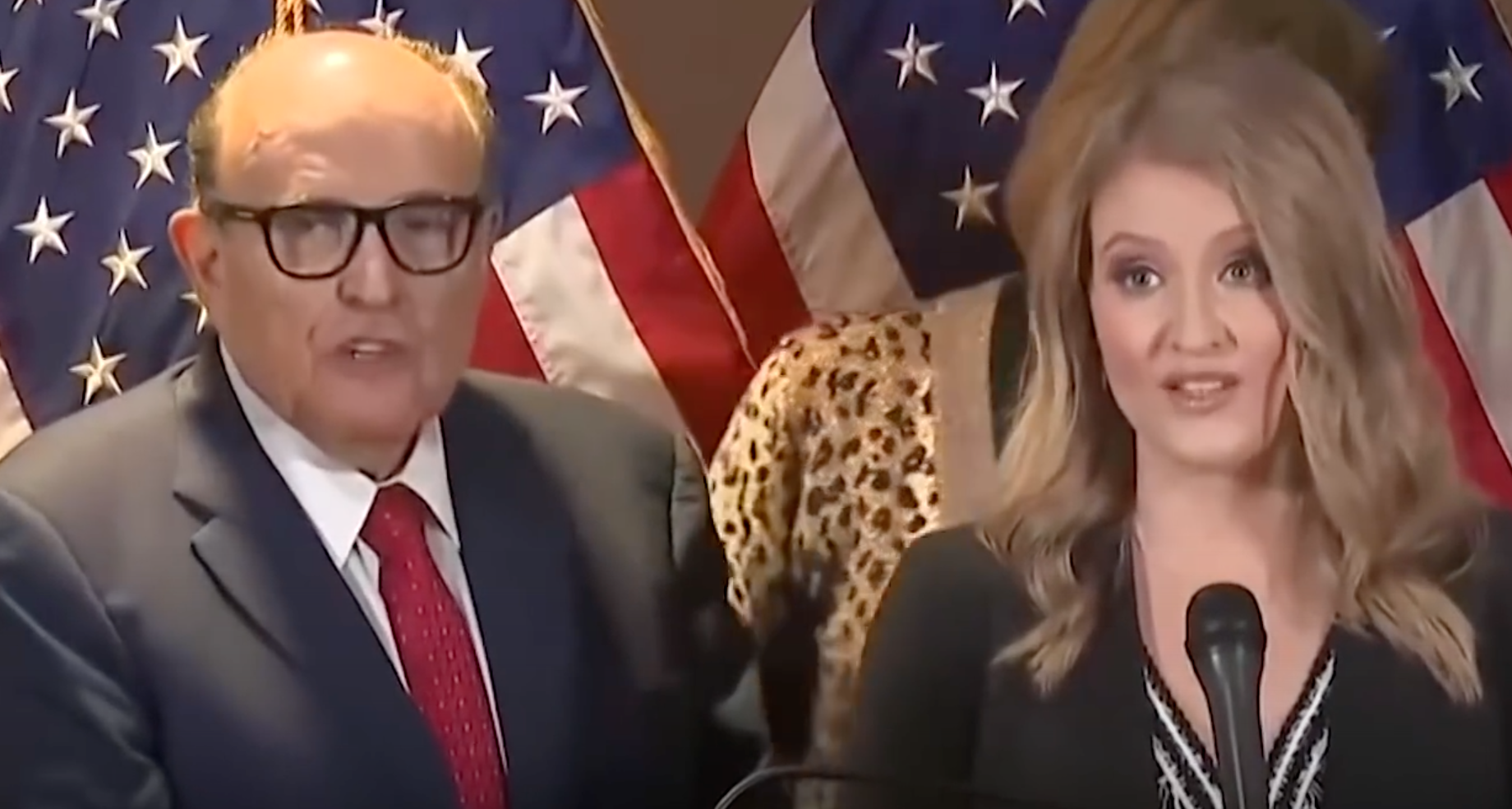
Ellis parla con Rudy Giuliani